# Околоток-Янгасала
Околоток-Янгасала — село в Рыбно-Слободском районе Татарстана. Входит в состав Биектауского сельского поселения.

## География
Находится в центральной части Татарстана на расстоянии приблизительно 31 км на восток-северо-восток по прямой от районного центра поселка Рыбная Слобода.

## История
Основано предположительно в первой половине XIX века выходцами из села Янгасала. В начале XX века уже была мечеть.
По сведениям переписи 1897 года, в деревне Околодок-Янасал Лаишевского уезда Казанской губернии жили 488 человек (249 мужчин и 239 женщин), все мусульмане.

## Население
Постоянных жителей было: в 1859—185, в 1897—647, в 1908—830, в 1920—629, в 1926—610, в 1938—674, в 1949—681, в 1958—657, в 1970—711, в 1989—335, в 2002 году 274 (татары 100 %), в 2010 году 274.